# Roger Coenye
Roger Coenye (Oostende, 22 februari 1945) is een Belgisch voormalig profvoetballer. Hij speelde van 1967 tot 1976 voor AS Oostende en van 1976 tot 1981 voor KAA Gent. In beide gevallen speelde hij als verdediger.
In 1980 kreeg Coenye de Trofee Jean-Claude Bouvy van de supporters van KAA Gent.